# Aziz Vrioni
Aziz Vrioni pasa (albánul: Aziz Pashë Vrioni; nevének ejtése aziz vɾiɔni; Berat, 1859 – ? 1919) albán politikus, katona, 1913-ban pénzügy-, 1914-ben mezőgazdasági, 1914-től 1916-ig közmunkaügyi miniszter.

## Életútja
Egy tehetős berati földbirtokoscsalád sarja, Mehmet Ali Vrioni öccse volt. Konstantinápolyban végzett közgazdasági és pénzügyi tanulmányokat, majd az oszmán közigazgatásban dolgozott. 1908 és 1912 között Berat képviselője volt az oszmán parlamentben. 1912 áprilisában pártolta a rövid életű Hasan Prishtina-féle felkelést. Albánia függetlenségének 1912. november 28-ai kikiáltását követően támogatta az Ismail Qemali vezette nemzeti kormányt. Berat prefektusa lett, s fegyvereseket toborozva harcolt a Dél-Albániába betörő görögök ellen.
1914 márciusa és júniusa között, a Vilmos fejedelem által kinevezett, Turhan Përmeti vezette kormányban irányította a mezőgazdasági és kereskedelmi tárca munkáját. Az 1914 májusában kitört kormányellenes lázadás leverésébe maga is bekapcsolódott, és június 17-én a kormánycsapatok élén Beratból elindult Közép-Albániába, a lázadások gócpontja felé. Kavaja térségében csapott össze a rebellisekkel, de csapatait június 19-én visszaverték. Ezt követően a lushnjai lázadókkal való összejátszással vádolták, s letartóztatták Vrionit.